# PSPS Pekanbaru
El PSPS Pekanbaru es un equipo de fútbol de Indonesia que juega en la Liga 2 de Indonesia, la segunda división nacional. Fue campeón de la Primera División de Indonesia en 1999.

## Historia
Fue fundado el 1 de enero de 1955 en la ciudad de Pekanbaru, la capital de la provincia de Riau inicialmente como un equipo pequeño apoyado por solo cinco clubes miembros que consistían en PS IPP (Asociación de Jóvenes de Pelayaran), PS Pelayaran, PS Caltex, PS PU (Obras Públicas) y PS Elektra (PLN)] 
Ingresando a la primera división por primera vez después de 43 años de espera, el PSPS ascendió a Primera División por primera vez con el título de campeón de la División Uno al derrotar al PS Indocement Cirebon con un marcador de 2-1 en la final que se celebró en el estadio Sanggraha Lebak Bulus de Yakarta. PSPS experimentó su apogeo cuando logró reclutar jugadores de la selección nacional de Indonesia como Kurniawan Dwi Yulianto, Bima Sakti, Eko Purdjianto, Aples Gideon Tecuari, Hendro Kartiko, Sugiyantoro, Edu Juanda y Amir Yusuf Pohan. Esto terminó en la temporada 2004, cuando PSPS comenzó a hacer cambios después de no lograr el objetivo de ganar en las 2 siguientes temporadas, sumado al incidente de suspensión que sufrieron 3 pilares del PSPS debido a una actitud poco profesional hacia el árbitro.
Desde entonces, el PSPS ha experimentado altibajos en su desempeño en la Liga de Indonesia con el reemplazo de entrenadores que se lleva a cabo casi todas las temporadas, desde los entrenadores nacionales y locales del Riau como Syafrianto Rusli, Abdulrahman Gurning, Miskardi, Mundari Karya, hasta Philep Hansen Maramis.
En la era del control del entrenador Syafrianto Rusli el PSPS mostró un progreso un impresionante progreso, anteriormente la situación del PSPS en la Liga de Primera División parecía subir y bajar debido a la falta de seriedad de los jugadores y la gestión del equipo. Desde que fue manejado por Syafrianto Rusli, la frecuencia de victorias tanto en casa como fuera ha experimentado un desarrollo significativo. Eso también se aplica a su 'hermano menor', el Persih Indragiri Hilir. Los dos 'hermanos' están compitiendo para conseguir un lugar en la Primera División de la Liga de Indonesia la siguiente temporada.
A partir de la temporada 2008 el PSPS ascendió a la Premier Division League. El asiento del entrenador fue confiado a Mundari Karya. Sin embargo, debido al acuerdo poco claro con la gerencia, Mundari Karya manejó el equipo PSPS, y el exentrenador en jefe de North Jakarta, Persitara Abdurrahman Gurning, fue designado como reemplazo de Mundari Karya.
Desde la segunda ronda de la temporada 2007 de la Liga de Indonesia, la dirección del equipo PSPS ha sido reemplazada. como Gerente Dres. Destrayani Bibra, Culo. Gerente ir. Dityo Pramono y el secretario del Equipo Dres. Fardiyansyah Akt. Con la nueva gestión, el equipo del PSPS logró escabullirse en la Liga de Primera División. En la temporada de competencia de la Liga de Indonesia de 2008, PSPS Pekanbaru confió al equipo que fuera entrenado por AR Gurning, a quien generalmente se llama "Bang Haji". Y al comienzo de la temporada, el PSPS ha mostrado un muy buen progreso, ocupando la primera posición temporal con 6 victorias y 2 empates y está invicto. Como resultado, PSPS Pekanbaru fue ascendido de inmediato a la Superliga de Indonesia 2009-10 después de terminar tercero en la Primera División.

### Super Liga de Indonesia
Probando la ISL con los mejores equipos de Indonesia, en su primera temporada, el PSPS logró un desempeño brillante al ubicarse en el puesto 7. Esto fue especial porque en ese momento el PSPS apareció casi sin jugadores estrella y se basó en los jugadores locales de Riau que en esa temporada emergieron como un jugador reconocido como Herman Dzumafo, Dedi Gusmawan, Danil Junaedi, Banaken Bassoken, Agus Cima, April Hadi, etc. Es aún más especial porque en la temporada 2009-2010, PSPS solo perdió una vez en casa ante los campeones de la temporada, el Persipura Jayapura. En la temporada siguiente, el PSPS experimentó un declive y finalmente descendió a Primera División al final de la temporada 2013.

### El Campeonato de Fútbol de Indoensia
El Campeonato de Fútbol de Indonesia era una competición no oficial provocada por las sanciones impuestas por la FIFA a la Asociación de Fútbol de Indonesia. El PSPS jugó en la ISC B, que es la segunda división, antes de finalmente detenerse en las últimas 8 jornadas.

### Liga 2 2017
Después de que la Asociación de Fútbol de Indonesia fuera liberada de las sanciones impuestas por la FIFA, la competencia de fútbol de Indonesia volvió a rodar con un nuevo nombre. La Liga 1 para la primera división, Liga 2 para la segunda división y Liga 3 para la liga más baja. En la temporada 2017 de la Liga 2, el PSPS nuevamente logró acceder en la ronda de los 8 grandes. pero nuevamente no pudo avanzar a la ronda de 4 después de un empate en el último partido contra PSIS Semarang. PSIS era superior en productividad por 1 gol de PSPS, por lo que PSPS debe contentarse con terminar en la tercera posición en el Grupo Y de la Temporada 2018 de la Big 8 League.

### Adquisición de la Acciones del PSPS por Empresarios Malayos
Después de que PSPS se vio presionado por problemas salariales y también por los honorarios adeudados por la gerencia anterior, esto atrajo el interés del hotelero malayo Norizam Tukiman para convertirse en un salvador y así llevar a PSPS nuevamente al camino correcto para poder competir en el fútbol de Indonesia. A principios de 2021 continuaron desarrollándose rumores de noticias entre los aficionados al fútbol de Indonesia de que el equipo Sorcerer Askar sería adquirido.
Algún tiempo después, el 3 de mayo de 2021, el PSPS fue tomado oficialmente por Norizam Tukiman, lo que se convirtió en una noticia candente entre los amantes del fútbol de Indonesia que trajeron aire fresco para la nueva era del renacimiento del club.
La adquisición de PSPS también es historia en la industria del fútbol de Indonesia ya que por primera vez que los inversores extranjeros se convierten en propietarios de clubes de fútbol profesional en Indonesia. Además, la adquisición de PSPS también cuenta con el apoyo del presidente general de la Asociación de Fútbol de Indonesia (PSSI), Mochamad Iriawan, quien cree que es legal y está permitido en su reglamento.
Norizam Tukiman, quien también es propietario del club de fútbol Kelantan FC que juega en el segundo nivel de la Premier League de Malasia, con esta propiedad, existe una gran posibilidad de colaboración entre los dos clubes para ser capaz de desarrollar logros en los dos países para que la industria del fútbol en Malasia e Indonesia esté progresando, además de que puede abrir oportunidades para mejorar los logros de los dos clubes y otras oportunidades de colaboración que pueden ser beneficiosas para todas las partes, especialmente PSPS Riau y Kelantan FC.
Askar Sorcerer Team, después de la transferencia de acciones de PSPS ahora también se conoce como The Riau Warriors (TRW), que es un apodo similar a Kelantan FC, a saber, The Red Warriors (TRW).

## Palmarés
- Primera División de Indonesia (1): 1999.[5]